# Polynoncus guttifer
Polynoncus guttifer är en skalbaggsart som beskrevs av Edgar von Harold 1868. Polynoncus guttifer ingår i släktet Polynoncus och familjen knotbaggar. Inga underarter finns listade i Catalogue of Life.